# Arne Selmosson
Arne Bengt Selmosson (Götene, 1931. március 29. – Stockholm, 2002. február 19.) világbajnoki döntős svéd válogatott labdarúgó.
A svéd válogatott tagjaként részt vett az 1958-as világbajnokságon.

## Sikerei, díjai
Svédország
- Világbajnoki döntős (1): 1958

AS Roma
- Vásárvárosok kupája (1): 1960–61